# 3471 Amelin
3471 Amelin eller 1977 QK2 är en asteroid i huvudbältet som upptäcktes den 21 augusti 1977 av den rysk-sovjetiske astronomen Nikolaj Tjernych vid Krims astrofysiska observatorium på Krim. Den har fått sitt namn efter Valentin Amelin.
Asteroiden har en diameter på ungefär 27 kilometer och den tillhör asteroidgruppen Ursula.